# UkrInnMash
UkrInnMash（烏克蘭語：ТОВАРИСТВО З ОБМЕЖЕНОЮ ВІДПОВІДАЛЬНІСТЮ СКТБ КОРПОРАЦІЯ УкрІннМаш, ТОВ "СКТБ КОРПОРАЦІЯ "УКРІННМАШ"，羅馬化：TOVARYSTVO Z OBMEZHENOYU VIDPOVIDALʹNISTYU SKTB KORPORATSIYA UkrInnMash, TOV "SKTB Korporatsiya" "UkrInnMash"，通常直接简称“UkrInnMash”）是乌克兰国防工业集团下属企业，位于哈尔科夫。

## 相册

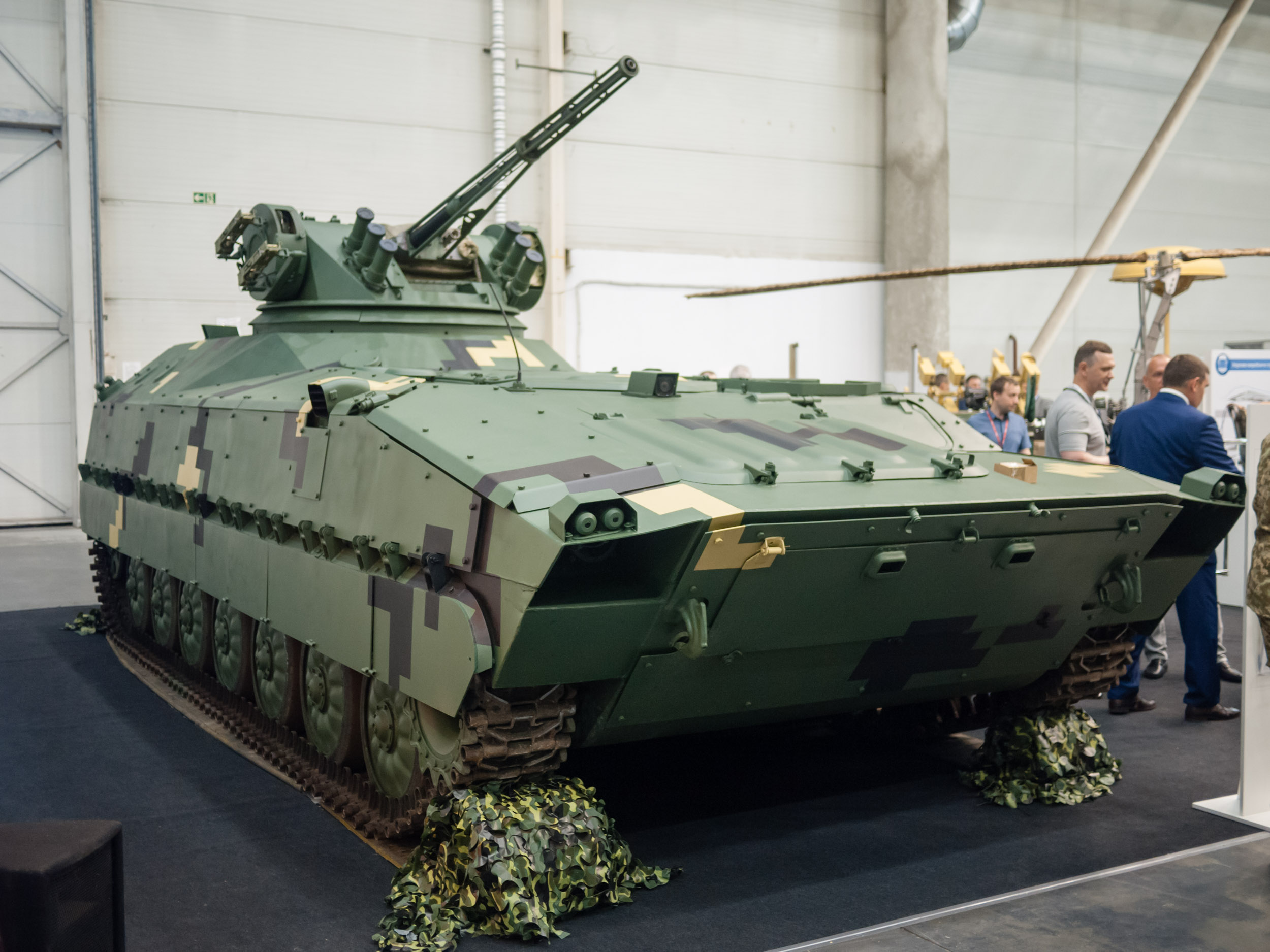
凯芙拉-E
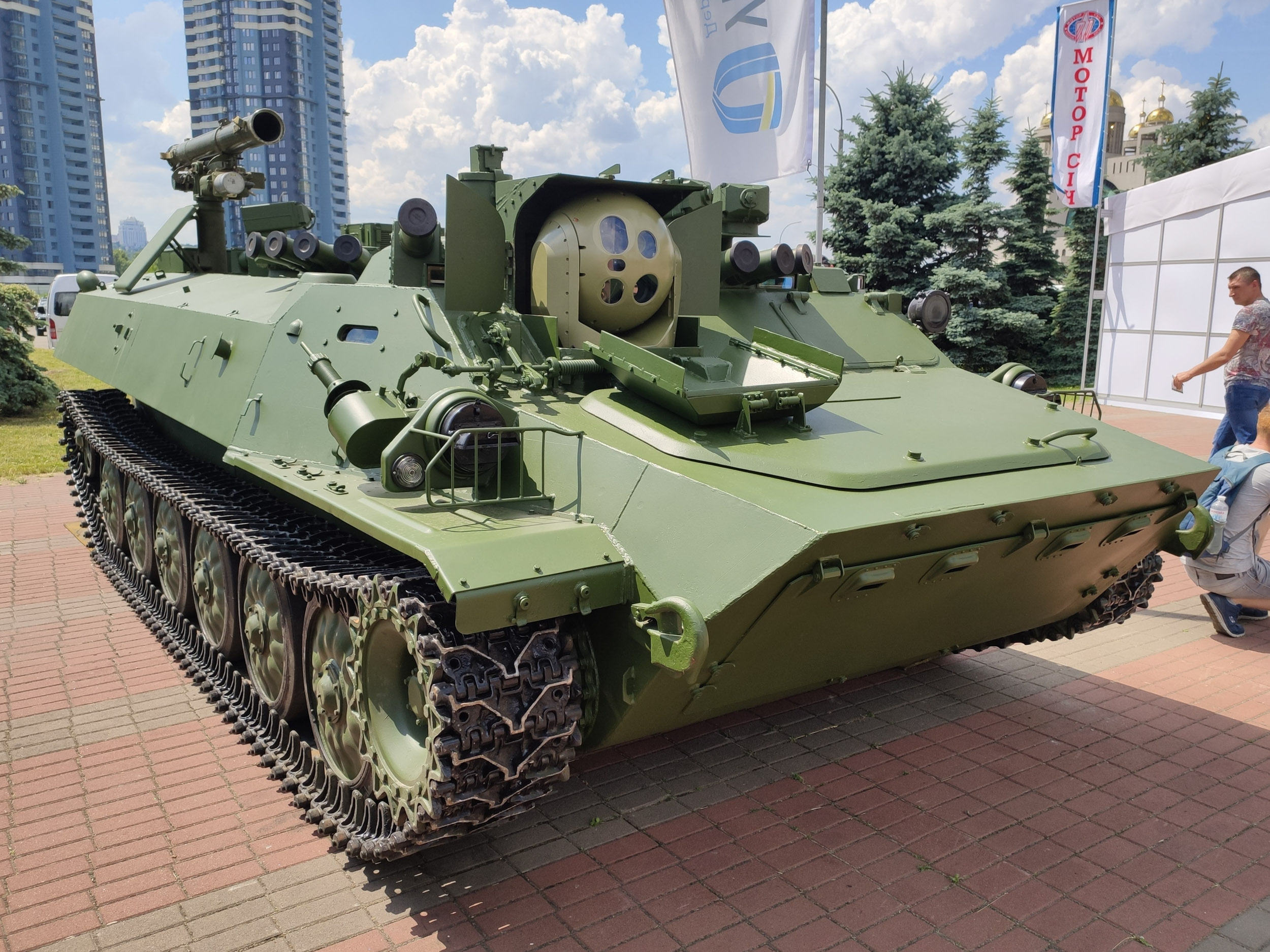
障碍-S反坦克导弹车
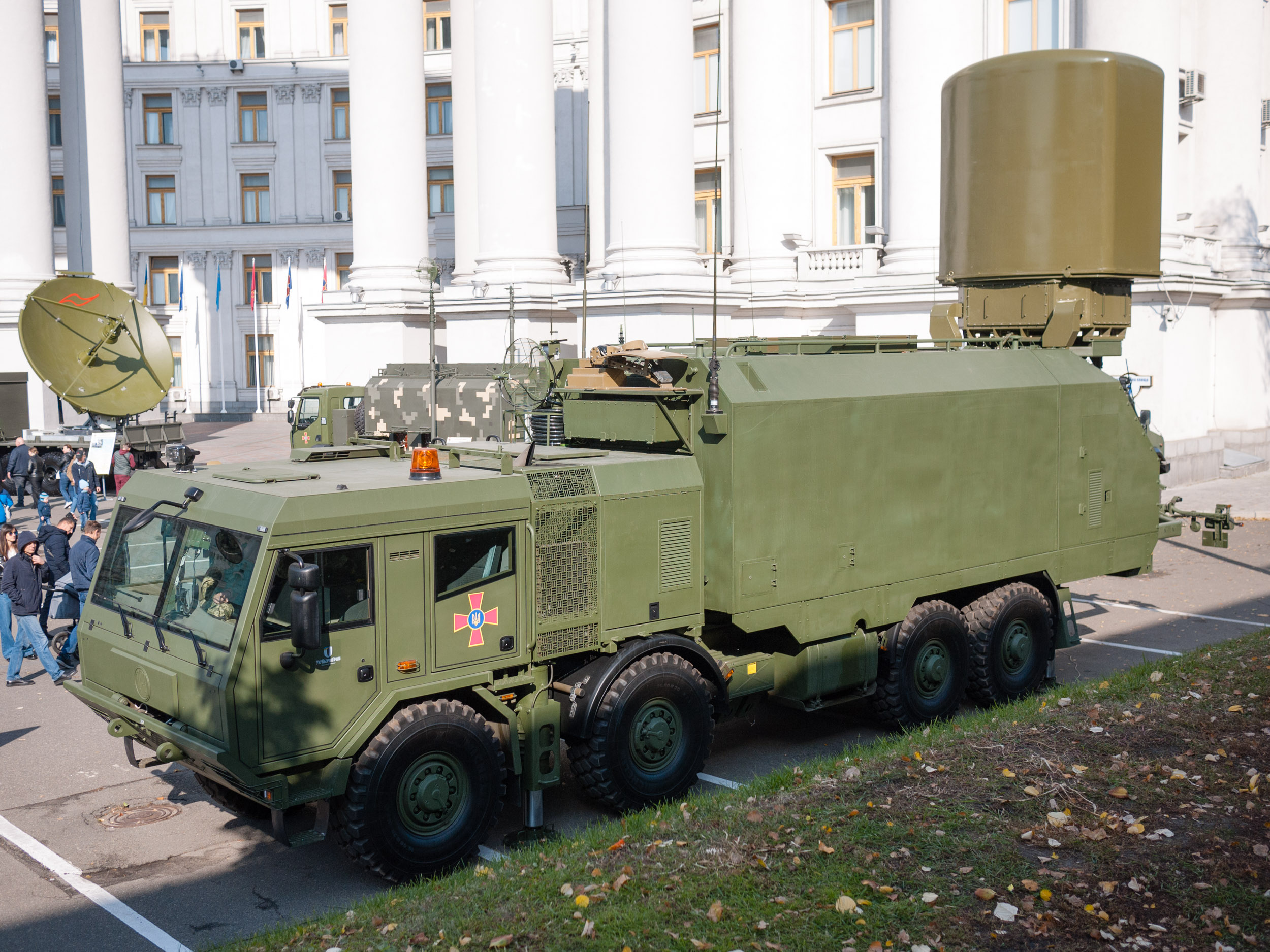
Mineral-U（烏克蘭語：Мінерал-У）
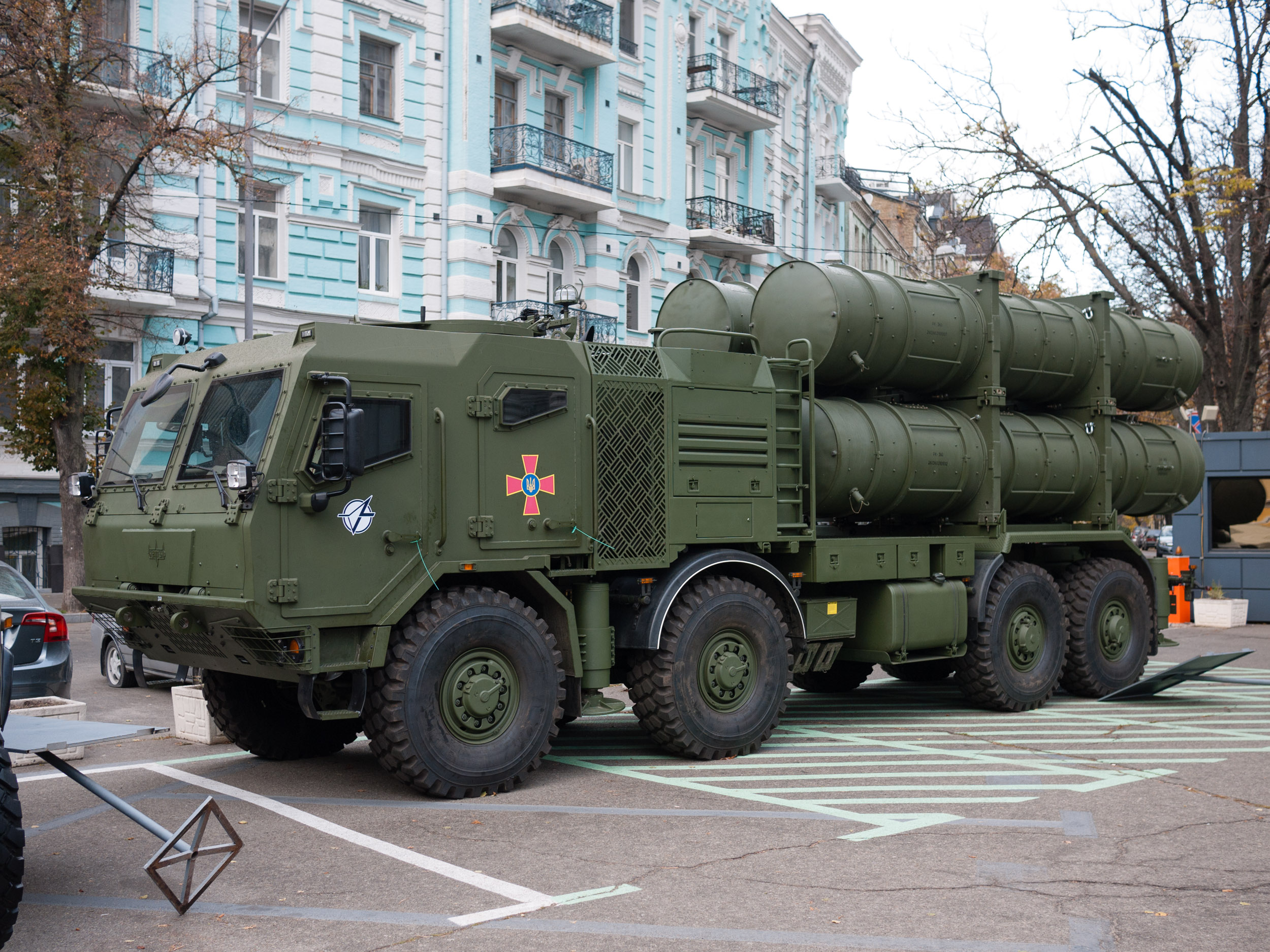
海王星岸舰导弹系统

## 公司领导

### 总经理
- 2003—2005：维塔利·亚历山德罗维奇·涅米洛斯蒂维

### 总裁
- 2005—2006：维塔利·亚历山德罗维奇·涅米洛斯蒂维

## 引文
1. ↑  . Ukrainian Military Pages. 2021-06-06  [2021-06-07]. （原始内容存档于2021-06-07）.
2. 1 2  . LB.ua. 2021-03-17  [2023-06-23]. （原始内容存档于2024-12-01）.

## Посилання